# Shi Zhengli
Shi Zhengli (chinesisch 石正麗; * 26. Mai 1964 in Xixia bei Nanyang) ist eine chinesische Virologin, die SARS-CoV-ähnliche Coronaviren erforscht. Shi leitet das Zentrum für neu auftretende Infektionskrankheiten am Institut für Virologie Wuhan (englisch Wuhan Institute of Virology (WIV)) der Chinesischen Akademie der Wissenschaften (CAS). Im Jahr 2017 entdeckten Shi und ihre Kollegin Cui Jie, dass das SARS-Coronavirus wahrscheinlich aus einer Fledermauspopulation in der südchinesischen Provinz Yunnan stammt. Shi wurde in der populären Presse als „Bat Woman“ (dt. „Fledermausfrau“, siehe Batman) während der COVID-19-Pandemie für ihre Arbeit an Fledermaus-Coronaviren bekannt. Shi ist Mitglied des Virologie-Komitees der Chinesischen Gesellschaft für Mikrobiologie und Herausgeberin des Board of Virologica Sinica, des Chinese Journal of Virology und des Journal of Fishery Sciences of China.

## Studium
Shi stammt aus einer kleinen Stadt in der zentralchinesischen Provinz Henan. 1987 schloss sie ihr Studium an der Wuhan University ab. 1990 wurde sie Master am Institut für Virologie Wuhan der Chinesischen Akademie der Wissenschaften (CAS) und 2000 zur Doktorin an der Universität Montpellier in Frankreich promoviert.

## Forschung
2005 stellte ein Team unter der Leitung von Shi Zhengli und Cui Jie fest, dass das SARS-Virus von Fledermäusen stammt. Ihre Ergebnisse wurden 2005 in der Zeitschrift Science und 2006 im Journal of General Virology veröffentlicht.
2011 sammelten Forscher vom Institut für Virologie Wuhan mit US-amerikanischen und australischen Kollegen in den Karsthöhlen von Kunming Jiuxiang Scenic Region in der Provinz Yunnan im Süden Chinas Exkremente von Hufeisennasen, um diese auf Viren zu untersuchen. Ihre Suche war erfolgreich: in 117 Speichel- und Kotproben entdeckten sie 27 bisher unbekannte Viren, die dem schon bekannten SARS-Virus ähnelten. 2013 berichteten sie in „Nature“ über diese Entdeckung und die Isolation eines SARS-ähnlichen Virus, das die Protein-„Zacken“ auf seiner Corona-„Krone“ für das Andocken an menschliche ACE2-Rezeptoren nutzt.
2014 war Shi Zhengli an einer Untersuchung von Fledermaus-Coronaviren beteiligt, insbesondere an Funktionsversuchen mit SARS- und Fledermaus-Coronaviren, einer gemeinsamen Forschung der University of North Carolina und des Instituts für Virologie Wuhan unter der Leitung von Ralph S. Baric.
Im Oktober 2014 verhängte das Kabinett Obama ein Moratorium für Finanzierungen von Forschungsarbeiten, die ein Virus tödlicher oder ansteckender machen. Derartige Forschungen werden als “gain-of-function experiments” („Funktionsgewinn-Experimente“) bezeichnet. Mit dem Moratorium sollen riskante Virologiestudien mit Influenza-, MERS- und SARS-Viren unterbrochen werden.
2015 stellten Wissenschaftler die Frage, ob Shis Team unnötige Risiken eingeht, wie aus einer Stellungnahme von Josh Rogin in der The Washington Post vom April 2020 hervorgeht.
Rogin zufolge hatten US-Beamte, die 2018 das Institut für Virologie Wuhan besucht hatten, zwei Drahtberichte nach Washington zurückgeschickt, in denen sie „vor den Sicherheits- und Managementschwächen im Institut für Virologie Wuhan-Labor warnten“. Auch hatten sie sich mit Shi Zhengli getroffen.
Im März 2019 warnte Shi Zhengli gemeinsam mit Kollegen vor Fledermäusen und Zoonosen. Zusammen mit ihrem Virologenkollegen Peng Zhou prophezeite sie, von Fledermäusen übertragene Coronaviren würden bald in China mit hoher Wahrscheinlichkeit eine neue Infektionswelle auslösen. Während der Coronavirus-Pandemie 2019–20 bildeten Shi und andere Wissenschaftler des Instituts eine Expertengruppe zur Erforschung des SARS-CoV-2.
Im Februar 2020 veröffentlichten Forscher unter der Leitung von Shi Zhengli in Nature einen Artikel mit dem Titel „A pneumonia outbreak associated with a new coronavirus of probable bat origin“ („Ein Lungenentzündungsausbruch im Zusammenhang mit einem neuen Coronavirus mit wahrscheinlichem Ursprung in Fledermäusen“), worin sie die Übertragung von Coronaviren von Fledermäusen auf Schweine beschrieben. In einem weiteren Beitrag in BioRxiv wurde berichtet, dass SARS-CoV2 derselben Familie wie SARS angehört und einer in Fledermäusen gefundenen Art eng verwandt sei.
Im Februar 2020 berichtete ihr Team in einem Cell Research-Artikel, Remdesivir, ein experimentelles Medikament von Gilead Sciences, habe einen positiven Effekt auf die Hemmung des Virus und meldete im Namen des Institut für Virologie Wuhan ein Patent für das Medikament in China an.
Shi war Mitautorin eines Berichtes, in dem das Virus als erste Disease X dargestellt wird.
Im Februar 2020 berichtete die South China Morning Post, dass Shis jahrzehntelange Arbeit am Aufbau einer der weltweit größten Datenbanken für Fledermausviren der wissenschaftlichen Gemeinschaft einen „Vorsprung“ beim Verständnis des Virus verschaffte. Die Zeitung berichtete auch, dass Shi im Mittelpunkt persönlicher Angriffe in chinesischen sozialen Medien stand, die behaupteten, die WIV sei die Quelle des Virus. Als Shi von der Zeitung gebeten wurde, sich zu den Angriffen zu äußern, antwortete sie ablehnend: „Meine Zeit muss für wichtigere Angelegenheiten aufgewendet werden.“ Caixin Media Company Ltd berichtete, Shi habe weitere öffentliche Erklärungen gegen “perceived Tinfoil hat theories about the new virus's source”, („wahrgenommene Alufolien-Hut-Theorien über die Quelle des neuen Virus“) abgegeben, und zitierte sie mit den Worten: “The novel 2019 coronavirus is nature punishing the human race for keeping uncivilized living habits. I, Shi Zhengli, swear on my life that it has nothing to do with our laboratory” („Das neuartige Coronavirus 2019 ist die Natur, die die Menschheit dafür bestraft, unzivilisierte Lebensgewohnheiten beizubehalten. Ich, Shi Zhengli, schwöre bei meinem Leben, dass es nichts mit unserem Labor zu tun hat“).
In einem Interview mit Scientific American im März 2020, in dem sie als Chinas „Fledermausfrau“ bezeichnet wurde, sagte Shi: „Bat-borne coronaviruses will cause more outbreaks“, („Von Fledermäusen übertragene Coronaviren werden mehr Ausbrüche verursachen“) und „Wir müssen sie finden, bevor sie uns finden.“ (“We must find them before they find us.”)

## Ehrungen
- 2016 Dame des Ordre des Palmes Académiques[27]
- 2018 State Natural Science Award (2. Klasse)[28]
- Februar 2019 Fellow der American Academy of Microbiology (AAM)[29]